# 斷頭人中村奈奈子
《斷頭人中村奈奈子》（ギロチンマシン中村奈々子）是日日日撰寫，大出長介插畫的輕小說作品。德間Dual文庫出版，中文版由尖端出版社發行。

## 作品概要
目前出版「義務教育篇」、「學級崩壞篇」、「高等教育篇」、「大人社會篇」、「輪廻轉生編」五冊。

## 登場人物
中村奈奈子在作品中代表好幾個不同人物，同時是作品重要的關鍵字，以下用避免混亂的方式記述。
我
第一人稱敘事者，本作主角。為了執行暗殺任務，奉祖國命令乘著飛機出航，飛機被擊毀後被學園內的加藤千紗所救，當時在情急之下自稱山田太郎，後來就被用這個名字稱呼。本名的姓氏為中村。完整姓名不明。
斷頭人中村奈奈子（第一號中村奈奈子）
本作女主角。學園行刑者當中最有名的強力角色。右手如其名，裝背著像是斷頭台的刀刃，左手裝備負責指定切斷面，能發射青光的瞄準器。左手和右手的武器和稱斷頭機器。雖然書名為「斷頭人中村奈奈子」，但作品中「中村奈奈子」和「奈奈子」分別只不同的人。小紅帽考慮到她的心情，有時會稱呼她「斷頭子」、「小斷」。實際上是非常可愛的少女。在「學級崩壞篇」向主角告白。
加藤 千紗
幫助主角的機器人，戴著眼鏡。戰鬥能力不強的機器人，但能靠武器（機關槍等）提升戰鬥力到某個程度。對主角抱持好感，作品中有因為主角和斷頭人關係變好而忌妒的場面。
小紅帽（第二號中村奈奈子）
成立學生會的人物。批著小紅帽頭巾，留著白色頭髮，外表看起來像小孩子。因為過去的心靈創傷而變成現在這種異常的外型。本人無法說話，靠著黃色鸚鵡型機器(口ぱっくん）代替自己發聲。說話口氣和外表相反，語氣非常差，常會連續使用「可惡」等詞彙。雖然用很偉大的口氣講話，但身體能力很差。被失控的斷頭人切斷雙手，後來改裝備能夠發射的機器手臂，但發射後就不會回來，而在命中處爆炸，像是飛彈一樣。使用後會很難平衡而不容易跑步。在高等教育篇中，原本的奈奈子給她裝有煙霧等各種機能的手臂。

保健室醫生，穿著護士服。在飛機事故中肉體死亡，精神被中村奈奈子轉移到電子世界當中。因為被丟棄在月桂（乾燥葉片是名為的香料）的旁邊而被中村奈奈子取了這個名字。討厭中村奈奈子。
中村奈奈子
科學家中村奈奈子，在斷頭人中村奈奈子身上裝上武器的人物。

## 出版書籍

### 日文版
- 2006年10月　ISBN 4199051619
- 2007年4月　ISBN 9784199051678
- 2007年12月　ISBN 9784199051753
- 2008年10月　ISBN 9784199051852
- 2009年10月　ISBN 9784199051982

### 中文版
- 斷頭人中村奈奈子 義務教育篇　2008年8月　ISBN 9789571038896
- 斷頭人中村奈奈子 學級崩壞篇　2009年9月　ISBN 9789571041483
- 斷頭人中村奈奈子 高等教育篇　2010年6月　ISBN 9789571042978

## 外部連結
- 德間Dual文庫網站